# Муслим ибн аль-Валид
Муслим ибн аль-Валид аль-Ансари (ок. 747—803 или 823) — арабский поэт.
Жил в Багдаде. Подробностей его жизни не сохранилось. Главное произведение — «Повесть о Варлааме и Иосафе».
Считается одним из зачинателей «обновления» арабоязычной литературы. Его поэзия достаточно высоко ценилась арабскими филологами Средневековья, но некоторыми современными исследователями считается банальной и практически не отличающейся от традиционной арабской поэзии.